# Волошино (Полтавская область)
Волошино (укр. Волошине) — упразднённое село,
Дмитровский сельский совет,
Горишнеплавнинский городской совет,
Полтавская область,
Украина.
Код КОАТУУ — 5310290305.

## История
Население по переписи 2001 года составляло 22 человека.
Жители села были выселены из-за расширения Еристовского месторождения железной руды. На месте села сейчас промзона.
15 июня 2011 года решением Полтавского облсовета село было исключено из учётных данных.

## Географическое положение
Село Волошино находится в 1,5 км от села Гора.
Местность вокруг села сильно заболочена.